# Frank Finkel

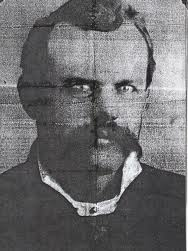
Frank Finkel

Frank Finkel (diesen Namen erhielt er erst später als Soldat, sein Geburtsname ist unbekannt; * 29. Januar 1853 vermutlich in Marietta, Washington County, Ohio; † 28. August 1930 vermutlich in Dayton, Ohio) war einer von mehreren US-Soldaten, welche für sich reklamierten, einziger weißer Überlebender der Indianerschlacht am Little Big Horn zu sein.

## Biographie
Frank Finkel wurde um 1853 im Gebiet der heutigen Stadt Marietta im Bundesstaat Ohio geboren und absolvierte dort auch eine nicht näher genannte Schulausbildung. Ende Oktober 1874 ließ er sich bei der US-Armee anwerben und trug sich dort in die Mannschaftsliste unter dem Namen Frank Hall ein. Man beorderte ihn nach Cheyenne im späteren Bundesstaat Wyoming, wo er seinen Dienst im Eskadron C des siebenten Kavallerie-Regiments aufnahm.
Frank Finkel gibt an, dass sein Pferd während der finalen Einkesselung der Custer-Truppe wegen einer Verletzung mit ihm durchging. Finkel selbst war zu diesem Zeitpunkt bereits leicht verwundet. Ein Schuss hatte seinen Gewehrkolben zerstört, einer der Holzsplitter traf den Soldaten zwischen den Augen, und durch das austretende Blut wurde Finkels Sehvermögen beeinträchtigt.
Während der Flucht hatte Finkel keine Kontrolle über sein Pferd und klammerte sich lediglich an dem Tier fest. Insgesamt erlitt er bei diesem Ritt zwei Schussverletzungen in Seite und Bein.
Finkel schildert auch einige abenteuerliche Aspekte seiner Flucht. So soll er bei einer Rast von zwei Indianern entdeckt worden sein. Er stellte sich zunächst erfolgreich tot und erschoss einen seiner Feinde, als diese sich bereits zum Gehen wandten. Der andere Indianer floh. Entkräftet durch Verletzungen, Hunger sowie Krankheit traf Finkel einen Tag nach der Schlacht auf einige Outlaws, welche ihn nach anfänglichem Misstrauen aufnahmen und gesund pflegten. Man versuchte angeblich sogar, sein verletztes Bein mit einer Säge zu amputieren, wogegen sich Finkel jedoch sträubte. Die Genesung zog sich über mehrere Monate bis zum Oktober 1876 hin.
Frank Finkel meldete sich nun im Fort Benton im Bundesstaat Montana und bat um Entlassung aus dem Militärdienst. Trotz seiner sichtbaren Kampfverletzungen glaubte man ihm seine Geschichte nicht und forderte zwei Zeugen, welche Finkel natürlich nicht beibringen konnte. Die Kontaktaufnahme zu seiner ca. 800 Meilen entfernten, eigentlichen Einheit wäre aufgrund der Witterungsbedingungen sowie durch die Wirren der Indianerkriege erst im darauf folgenden Sommer möglich gewesen. Angeblich sperrte man ihn deshalb ins Gefängnis, aus welchem er jedoch fliehen konnte. Über seine Geschichte schwieg er fortan.
Frank Finkel gelangte später zu erheblichem Reichtum und Ansehen. Sein Anwesen wurde mit der damals fantastischen Summe von 40 000 Dollar bewertet. 1921 gelangte Finkels Geschichte unter Beteiligung seiner zweiten Ehefrau erneut an die Öffentlichkeit, fand jedoch nur geringe Beachtung.
Frank Finkel starb 1930. Erst in den Jahren 1937/38 stieß seine Geschichte auf Interesse bei verschiedenen amerikanischen Zeitungen.

## Glaubwürdigkeit
Tatsächlich überlebten viele US-Soldaten die Schlacht am Little Big Horn, da unter Custers Befehl auch die Truppen der Offiziere Benteen und Reno standen, welche sich nicht im Zentrum des Schlachtgebietes befanden und somit nicht vollständig aufgerieben wurden. Die Frage des einzigen Überlebenden bezieht sich somit auf Custers direkte Truppe, welche eingekesselt und vernichtet wurde.
Größter Kritikpunkt an Finkels Angaben ist sein Name. Weder ein Frank Finkel noch Frank Hall sind in den Mannschaftslisten des Siebenten Kavallerieregiments von 1876 zu finden. Es war damals jedoch nicht unüblich, sich einen anderen Namen zuzulegen. Beispielsweise ist anzunehmen, dass Finkel später, nach seiner Gefängnisflucht, den Namen Billmayer trug, unter welchem auch seine zweite Frau bekannt ist.
Finkels Angaben zur Schlacht hingegen beweisen eine genaue Kenntnis der Vorgänge um das Eskadron C und werden durch Rekonstruktionen des Verlaufes, die Lage der Grabsteine sowie durch indianische Aussagen weitgehend belegt. So war Finkels Truppe tatsächlich die einzige Kavallerie-Einheit, welche nicht vom Pferd abstieg. Auch sein Fluchtweg, rekonstruierbar aus dem Standort des Eskadrons C, erscheint zumindest möglich. Offenbar passierte Finkel dabei unwissentlich eine ungefähr 275 Meter breite Lücke im indianischen Kessel, welche einen Hinterhalt der Dakota-Häuptlinge Gall und Crazy Horse darstellte. Beide Kampfverbände schossen vermutlich jedoch nicht auf Finkel, weil sie dadurch den zu diesem Zeitpunkt noch starken Custer-Truppen ihren Standort verraten hätten.
Finkels Geschichte entspricht mit hoher Wahrscheinlichkeit der Realität. Für seine Ehrlichkeit spricht vermutlich auch die Tatsache, dass er aus seinen Erlebnissen kein Kapital schlug und sie sogar jahrzehntelang überhaupt nicht erwähnte.
Ob er tatsächlich der einzige Überlebende war, ist heute allerdings nicht mehr mit letzter Gewissheit eruierbar, da eine erhebliche Anzahl der Soldaten nach wie vor als vermisst gilt.